# Paroisse de Kent
Pour les articles homonymes, voir Kent (homonymie).
La paroisse de Kent est à la fois une paroisse civile et un ancien district de services locaux (DSL) canadien du comté de Carleton, située à l'ouest du Nouveau-Brunswick. Dans le cadre de la réforme de la gouvernance locale du 1er janvier 2023, le territoire du DSL a été réparti entre la ville de Carleton North et le district rural de la Vallée-de-l'Ouest.

## Toponyme

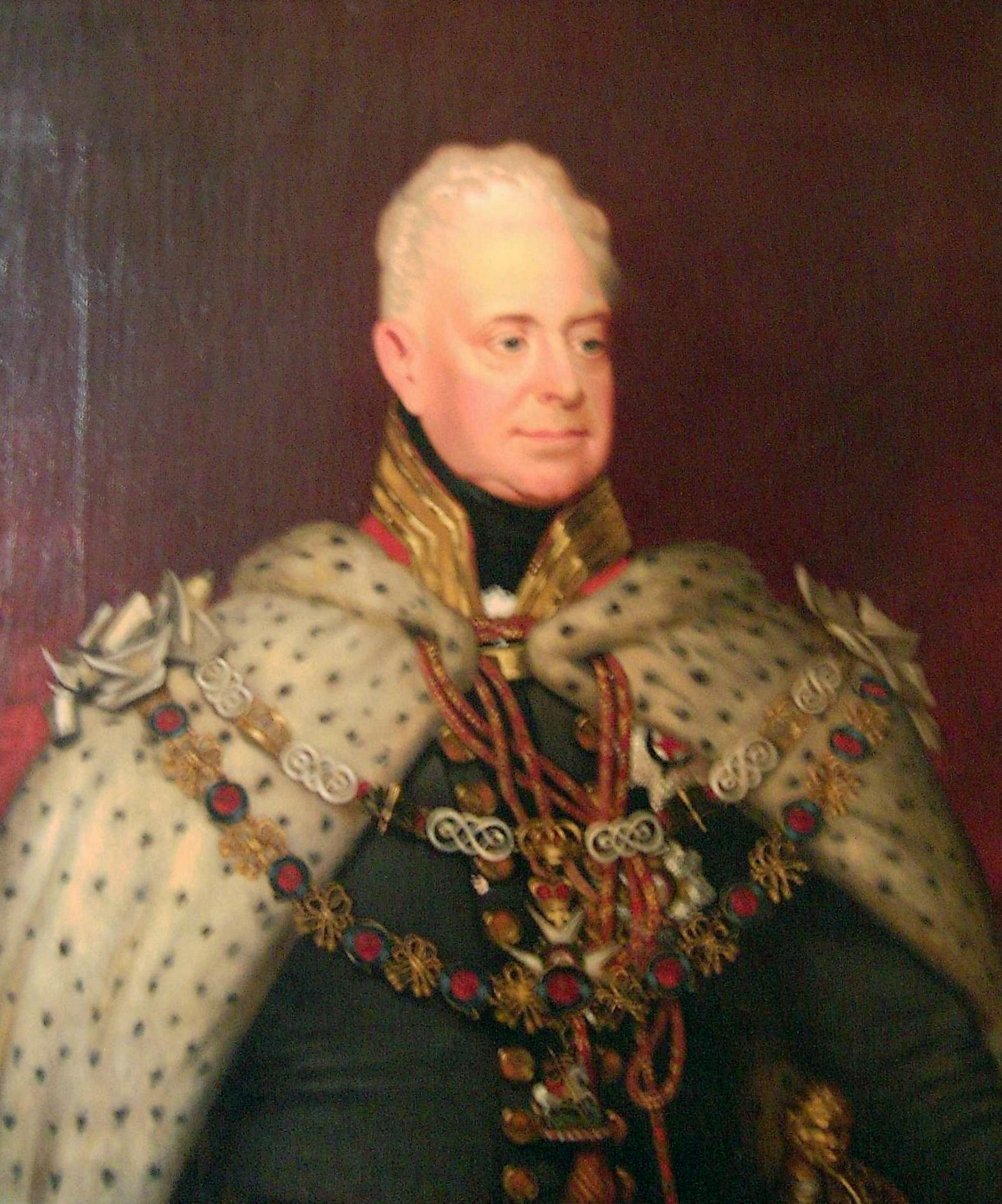
Guillaume IV.

La paroisse est nommée ainsi en l'honneur du duc de Kent, plus tard le roi d'Angleterre Guillaume IV (1765-1837). Il se peut aussi que certains membres du régiment du Kent se soient établis à cet endroit.
Chapmanville commémore l'abbé W.F. Chapman, curé de Johnville en 1876. Johnville a été nommé ainsi en 1861 par l'abbé Thomas Connolly en l'honneur de l'évêque John Sweeny, fondateur de la colonie.

## Géographie

### Situation
La paroisse de Kent est située dans la vallée du fleuve Saint-Jean, à 135 kilomètres de route au nord-ouest de Fredericton.
La paroisse est limitrophe de la paroisse de Perth au nord, de la paroisse de Gordon (comté de Victoria) au nord-est, de la paroisse de Stanley (comté d'York) à l'est, de la paroisse de Douglas (comté d'York) au sud-est, de la paroisse d'Aberdeen au sud ainsi que de la paroisse de Peel et de Florenceville-Bristol au sud-ouest. Au-delà du fleuve, à l'ouest, se trouvent la paroisse de Wicklow et la paroisse d'Andover. Le village de Bath et le DSL de Haut-Kent sont enclavés dans le territoire.

### Climat
Une station météorologique est située à Beechwood. La paroisse bénéficie d'un climat continental humide. Le mois le plus chaud a une température moyenne de 19,1 °C et le plus froid une température de -11,8 °C. La paroisse reçoit 1100 mm de précipitations annuellement dont 230 cm de neige. La journée la plus chaude fut le 20 juillet 1991, avec 36 °C et la plus froide fut le 20 janvier 1994, avec -39 °C. La journée ayant eu le plus de précipitations fut le 22 juin 1993, avec 92,2 mm de pluie. Le 17 janvier 1994 a le record de neige, avec 51 centimètres, alors que la plus importante accumulation a eu lieu le 29 janvier suivant, avec 100 cm.
| Mois                              | jan.  | fév.  | mars | avril | mai  | juin | jui.  | août  | sep. | oct. | nov. | déc.  | année   |
| --------------------------------- | ----- | ----- | ---- | ----- | ---- | ---- | ----- | ----- | ---- | ---- | ---- | ----- | ------- |
| Température minimale moyenne (°C) | −17,4 | −16,4 | −9,5 | −1,5  | 4,7  | 10,2 | 13,1  | 12,2  | 7,1  | 1,9  | −3,5 | −12,6 | −1      |
| Température moyenne (°C)          | −11,8 | −10,4 | −4   | 3,7   | 11   | 16,4 | 19,1  | 18,1  | 12,7 | 6,7  | 0,2  | −7,8  | 4,5     |
| Température maximale moyenne (°C) | −6,1  | −4,3  | 1,5  | 8,8   | 17,2 | 22,5 | 25,2  | 24    | 18,2 | 11,4 | 3,9  | −3    | 9,9     |
| Précipitations (mm)               | 99,9  | 57    | 77,5 | 78,2  | 94,4 | 98,4 | 103,5 | 101,4 | 92,2 | 98,1 | 99,2 | 98,2  | 1 092,4 |
| dont pluie (mm)                   | 36,7  | 13,9  | 35,6 | 63    | 94,1 | 98,4 | 103,5 | 101,4 | 92,1 | 97,9 | 81,1 | 46    | 863,7   |
| dont neige (cm)                   | 63,1  | 43,1  | 41,8 | 15,2  | 0,3  | 0    | 0     | 0     | 0,1  | 0,2  | 18,1 | 46,8  | 228,7   |

### Villages et hameaux
La paroisse comprend les hameaux de Beechwood, Carlow, Fielding, Giberson Settlement, Gordonsville, Halls Corner, Holmesville, Johnville, Kilfoil, Killoween, Lockharts Mills, Maplehurst, Mineral, Monquart, Moose Mountain, Murphy Corner, Piercemont, River de Chute Siding, South Johnville et Tarrtown.

## Histoire
La paroisse de Kent est située dans le territoire traditionnel des Malécites.
Les rives du fleuve Saint-Jean sont colonisées après 1810 par des colons originaires de la basse vallée et à partir de 1817 par des soldats démobilisés de régiments néo-brunswickois et britanniques. Les localités de l'arrière-pays se développent à la suite de l'expansion des plus vieux hameaux, ou grâce à l'établissement de personnes originaires d'autres régions.
En 1859, l'évêque de Saint-Jean, John Sweeny (1821-1901), élabore un plan de colonisation des terres de la Couronne par les catholiques; il est persuadé que cela aiderait grandement les familles pauvres, en particulier les Irlandais de Saint-Jean. Saint-Jean est alors la troisième plus grande ville de l'Amérique du Nord britannique avec ses 38 000 habitants. Sa population a augmenté rapidement à la suite de l'immigration massive d'irlandais durant la Grande famine. De plus, la transformation économique de la ville n'améliore pas les conditions de vie de la population. Le tiers des colons proviennent de cette ville, alors que les autres viennent surtout d'ailleurs au Nouveau-Brunswick et des États-Unis. La venue des citadins, même les plus pauvres, est facilitée par le Labour Act et le Commutation Act, votés en 1849.
En 1860, Sweeny fonde St. John Emigrants' Aid Society dans le but de promouvoir son plan. Il publie des annonces dans les journaux et des centaines de personnes participent à ses assemblées. Son projet reçoit l'appui de l'archevêque d'Halifax tandis que le gouvernement du Nouveau-Brunswick accorde rapidement une concession de 10 000 acres. Au total, 36 000 acres sont accordés. L'abbé Thomas Connolly, le curé de Woodstock, est chargé de superviser l'établissement de la colonie.
Hugh McCann et son épouse Jane sont les premiers à s'établir à Johnville, probablement à l'automne 1860. À l'automne 1861, 51 membres de l'Emigrants' Aid Society font une demande de lots; plus de 125 de ces demandes sont faites entre 1862 et 1869. En 1867, après avoir satisfait les exigences du gouvernement, les McCann sont les premiers à recevoir officiellement leur concession, un délai très court malgré la pauvreté de plusieurs colons à leur arrivée.
L'établissement de Johnville progresse rapidement, des routes sont construites, la production agricole est bonne et les maisons sont améliorées. Certains habitants trouvent même du travail comme agriculteurs ou bûcherons le long du fleuve Saint-Jean. Un service postal hebdomadaire est rapidement implanté et le premier bureau de poste est aménagé en 1862 dans la maison du premier maître des postes, William Boyd.
L'évêque John Sweeny visite une première fois Johnville en 1862, accompagné de l'abbé James Quinn de St. Stephen et de l'abbé Thomas Connolly de Woodstock. Il fait le souhait qu'aucune taverne ne soit ouverte, ce que la population respecte. De plus, il est enthousiaste quant au développement de la colonie et y retourne en 1866 accompagné de John Maguire, qui ne partage pas le même avis. Une première école est ouverte à la même époque, remplacée par une plus grande peu de temps après. Un chemin de rondins menant à la paroisse est aussi construit. L'abbé Connoly célèbre la première messe en juin 1862. Les premières messes sont célébrées dans diverses maisons mais la colonie étant devenue trop importante, la construction de l'église St. John the Evangelist a lieu en 1864. La paroisse reste une mission de Woodstock jusqu'en 1867, où l'abbé Bernard Bartholomew McKeaney devient le premier curé résident, en remplacement de l'abbé Connolly.
Le Grand incendie de Saint-Jean, en 1877, laisse des milliers de personnes sans abris. Trente-cinq familles décident alors de fonder Chapmanville, sous le régime du Free Grant Act, voté en 1872. Leur arrivée est liée aux rumeurs de constructions d'un chemin de fer, mais à cause des conditions de vie difficiles, la plupart s'établissent ensuite ailleurs dans la paroisse, à Moose Mountain, Holmesville ou Johnville. Beaufort est fondé en 1879 par William Beaufort Mills, à la tête d'un groupe d'anglicans de Saint-Jean.
La deuxième église St. John the Evangelist est inaugurée en 1882. La Johnville Debating Society et fondée en 1896, une division de l'Ancient Order of Hiberians en 1898, de la Father Matthew Total Abstinence Society en 1905 et du Canadian Order of Foresters en 1906. Le centre communautaire Tara Hall, nommé d'après le lieu de couronnement des rois d'Irlande, est fondé en 1904. Une division de la Holy Name Society est fondée en 1920. Les Sœurs de la Charité arrivent à Johnville en 1924, où elles inaugurent le couvent Holy Name en 1928. La Ligue du Sacré-Cœur est fondée en 1927.

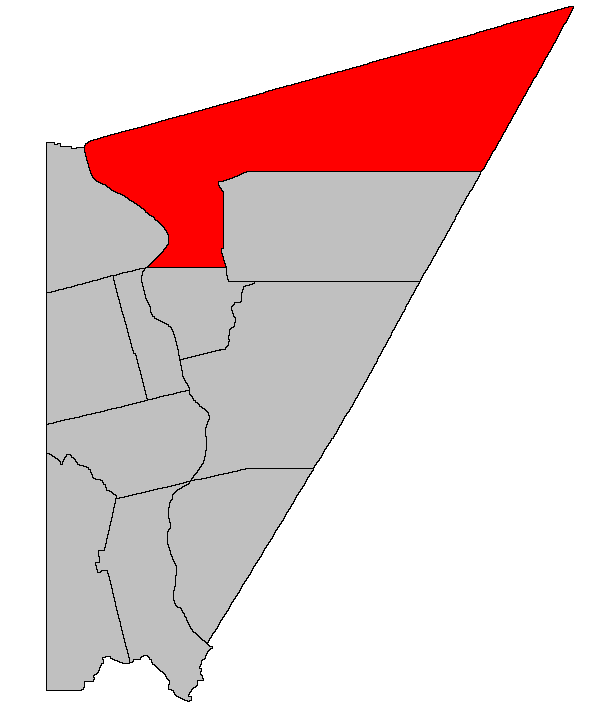
Situation sur une carte des paroisses civiles du comté de Carleton (certains DSL et municipalités ne sont donc pas montrés).

- 1821 : Érection de la paroisse de Kent dans le comté d'York.
- 1833 : Création du comté de Carleton à partir d'une portion du comté d'York, dont la paroisse de Kent. Création de la paroisse d'Aberdeen à partir de portions de la paroisse de Kent et de la paroisse de Brighton.

La municipalité du comté de Carleton est dissoute en 1966. La paroisse de Kent devient un district de services locaux en 1967.

## Démographie
(août 2016).
D'après le recensement de Statistique Canada, il y avait 2 478 habitants en 2001, comparativement à 2 547 en 1996, soit une baisse de 2,7 %. La paroisse compte 952 logements privés, a une superficie de 839,79 km2 et une densité de population de 3,0 habitants par kilomètre carré.
| 2001  | 2006  | 2011  | 2016  |
| ----- | ----- | ----- | ----- |
| 2 478 | 2 361 | 2 242 | 2 153 |

## Économie
Entreprise Carleton, membre du Réseau Entreprise, a la responsabilité du développement économique.

## Administration

### Commission de services régionaux
La paroisse de Kent fait partie de la Région 12, une commission de services régionaux (CSR) devant commencer officiellement ses activités le 1er janvier 2013. Contrairement aux municipalités, les DSL sont représentés au conseil par un nombre de représentants proportionnel à leur population et leur assiette fiscale. Ces représentants sont élus par les présidents des DSL mais sont nommés par le gouvernement s'il n'y a pas assez de présidents en fonction. Les services obligatoirement offerts par les CSR sont l'aménagement régional, l'aménagement local dans le cas des DSL, la gestion des déchets solides, la planification des mesures d'urgence ainsi que la collaboration en matière de services de police, la planification et le partage des coûts des infrastructures régionales de sport, de loisirs et de culture; d'autres services pourraient s'ajouter à cette liste.

### Représentation et tendances politiques
Nouveau-Brunswick : La majeure partie de Kent est comprise dans la circonscription provinciale de Carleton, qui est représentée à l'Assemblée législative du Nouveau-Brunswick par Dale Graham, du Parti progressiste-conservateur. Il fut élu en 1993 puis réélu depuis ce temps. Le hameau de Maplehurst, au nord-ouest, fait plutôt partie de la circonscription provinciale de Victoria-Tobique, qui est représentée par Wes McLean, du Parti progressiste-conservateur. Il fut élu en 2010.
 Canada : Kent fait partie de la circonscription électorale fédérale de Tobique—Mactaquac, qui est représentée à la Chambre des communes du Canada par Michael Allen, du Parti conservateur. Il fut élu lors de la 39e élection générale, en 2006, et réélu en 2008.

## Vivre dans la paroisse de Kent
Le DSL est inclus dans le territoire du sous-district 8 du district scolaire Francophone Nord-Ouest. Les écoles francophones les plus proches sont à Grand-Sault. Cette ville compte aussi un campus du CCNB-Edmundston alors qu'il y a une université à Edmundston même.
La centrale hydroélectrique de Beechwood, opérée par Énergie NB, a une capacité de 113 mégawatts avec ses 3 turbines. Elle fonctionne depuis 1957.
L'église St. John the Evangelist de Johnville est une église catholique romaine faisant partie du diocèse de Saint-Jean.
Le détachement de la Gendarmerie royale du Canada le plus proche est à Florenceville-Bristol. Le bureau de poste le plus proche est à Haut-Kent.
Les anglophones bénéficient des quotidiens Telegraph-Journal, publié à Saint-Jean, et The Daily Gleaner, publié à Fredericton. Ils ont aussi accès au bi-hebdomadaire Bugle-Observer, publié à Woodstock. Les francophones ont accès par abonnement au quotidien L'Acadie nouvelle, publié à Caraquet, ainsi qu'à l'hebdomadaire L'Étoile, de Dieppe.

## Culture

### Architecture et monuments
L'Église et salle paroissiale Mineral Free Baptist est un site historique provincial.
Un monument en l'honneur de l'évêque John Sweeny a été inauguré en 1961, lors du centième anniversaire de Johnville
.
Il y a attraction de bord de route à Beechwood: horloge florale.